# Saus
Saus es una localidad española del municipio de Saus, Camallera i Llampaies, perteneciente a la provincia de Gerona, en la comunidad autónoma de Cataluña.

## Historia
Hacia mediados del siglo XIX, el lugar, por entonces al parecer ya cabeza de un ayuntamiento que también incluía a Camallera y Llampayas, tenía contabilizados 141 habitantes. Aparece descrito en el decimotercer volumen del Diccionario geográfico-estadístico-histórico de España y sus posesiones de Ultramar de Pascual Madoz de la siguiente manera:

SAUS: l. cab. de ayunt. que forma con Camallera y Llampayas en la prov., part. jud. y dióc. de Gerona (4 leg.), aud. terr., c g. de Barcelona; sit. en terreno montuoso, á la márg. izq. de un arroyuelo, con buena ventilacion, y clima templadoysano. Tiene 50 casas y una igl. parr. (Sta. Eugenia) servida por un cura de ingreso de provision real y ordinaria. El térm. confina N. San Mori; E. Ventalló; S. y O. Camallera. El terreno es de mediana calidad, le cruzan varios caminos locales. prod.: trigo, legumbres y vino; cria poco ganado lanar, y alguna caza. pobl.: 29 vec., 139 almas. cap. prod.: 2.278,000 imp.: 56,950.
(Madoz, 1849, p. 882)

En 2006 el municipio de Saus cambió su nombre por el de Saus, Camallera i Llampaies, con el fin de «una mejor identificación de los tres núcleos de población que integran el municipio». En 2022, la entidad singular de población de Saus tenía empadronados 131 habitantes y el núcleo de población 81 habitantes.

## Patrimonio
En la localidad hay una iglesia bajo la advocación de Santa Eugenia.